# 코코 샤넬
코코 샤넬(프랑스어: Gabrielle Bonheur "Coco" Chanel, 1883년 8월 19일~1971년 1월 10일)은 프랑스의 패션 디자이너, 사업가이자 샤넬의 설립자이기도 하다.

## 생애

### 성장기
1883년 8월 19일 프랑스 남서부의 오벨뉴 지방의 소뮈르에서 태어난 샤넬은 12세에 부모가 사망하는 바람에 보육원과 수도원을 전전하면서 불우한 어린 시절을 보냈다. 수도원에서 지내던 샤넬은 친구와 수도원에서 도망가 도시로 올라왔다. "코코"는 애칭으로 시골마을인 물랑에서 바느질하는 노동자로 고아원을 나온 샤넬은 당시 그녀를 후원한 한 장교에 의해 예능계에 재능을 각성하게 되었다.
가수를 지망하면서 카바레에서 노래하던 그녀는 <Ko Ko Ri Ko> 와 <Qui qu'a vu Coco dans le Trocadero>라는 노래의 가사에서 자신의 예명인 "코코"를 이름 앞에 붙여 사용했다. 그 후 예능계의 길을 잠시 접고 당시 교제중이던 장교인 에튀엥느 발장에 의해 파리근교로 이주하여 사교계로 이용되던 발장의 목장에서 머물렀다.
여기서 따분한 시간을 보내던 샤넬은 여성들의 불편한 복장에 대해 생각하게 되었다. 먼저 모자의 디자인에 영감을 받아 발장의 친구 보이(아서 카펠)의 후원으로 1909년에 마르젤브 거리 160번지에 모자가게를 개업했다. 1910년에 파리의 캉봉거리 21번지에 " 샤넬 모드 "라는 모자 전문점을 개업한 샤넬은 이때 발장과 헤어져 평생 연인으로 지낸 영국의 청년사업가인 아서 카펠과 교제를 시작했다. 샤넬 모드의 개업 자금은 카펠의 후원이었다. 샤넬의 모자가 잘 팔리자, 샤넬은 복장 사업을 시작했고 그녀가 만들어낸 의상은 코르셋을 없앴기에 편하다며 여성들에게 극찬을 받았다. 하지만 몇몇 여성들은 샤넬의 복장에 반감을 가졌다.

### 1차세계대전 이후
1913년에 드뷜에 2호점을 개설한 샤넬은 제1차 세계대전 발발후인 1915년에 <메종 드 꾸뛰르>를 오픈했다. 1916년 콜렉션을 발표해 대성공을 거둔 샤넬은 새로운 디자인과 소재로 화제가 되었었다. 1918년 제1차 세계대전이 끝나자 카펠과 얼마동안 동거
했던 샤넬은 1919년에 카펠이 사고로 사망하자 다시 혼자가 되었다.
1921년, 본점을 캉봉 31번지로 확장한 샤넬은 조향사 에른스트 보와 함께 샤넬의 첫 향수인 <No.5>, <No. 22>를 발표했다. 이 때 극작가였던 장 콕토, 화가인 피카소, 작곡가인 스트라빈스키 등이 주최한 살롱에 출연한 샤넬은 사교계의 거물이 되었다. 당시 화가였던 마리 로랑생이 그녀의 초상화를 그렸는데 샤넬은 이 초상화를 입수하지 못했다. 현재 초상화는 파리의 올랑쥴리 미술관에서 전시 중이다.
1924년 이후 6년간 교제하던 영국의 웨스트민스터 공작과 만난 샤넬은 공작의 보석애호 취미로부터 영향을 받아 모조 보석을 사용한 쥬얼리를 발표했다. 이때 샤넬 슈트도 발표해 1934년부터 양산되기 시작했다. 이후 샤넬은 공작과 헤어져 여러 디자이너 및 유력자들과 사귀었는데 그녀와 사귄 남자들은 모두 급사하거나 파산했다. 이에 샤넬은 불행한 사자자리의 숙명을 가진 여자라 불리기도 했다.
1934년에 사업가로 순탄한 성장을 한 샤넬 브랜드는 액세서리 부문의 공장도 개설했다. 이듬해엔 양장 전문점도 오픈했다. 1939년엔 약 4천 명의 노동자가 일하는 대기업으로 성장했으나, 노동인권이 존중되지 않는 노동조건에 항의한 노동자들이 파업투쟁을 벌였다. 샤넬은 이 충격으로 일부 점포를 제외하고는 사업을 접기로 해 일시 은퇴했다. 이후 15년간 샤넬은 프랑스의 패션계를 떠났다.

## 코코 샤넬이 등장하는 작품
- 영화 코코 샤넬 - 오드리 토투

## 참고 문헌
- 야마구치 마사코 - 《샤넬의 진실》 2008년 판